# Azém Gusnaspe
Azém Gusnaspe (em persa médio: Āzēn Gušnasp) foi um estadista iraniano que serviu como ministro (grão-framadar) do xainxá Hormisda IV (r. 579–590) de uma data desconhecida até sua morte em 590.

## Nome

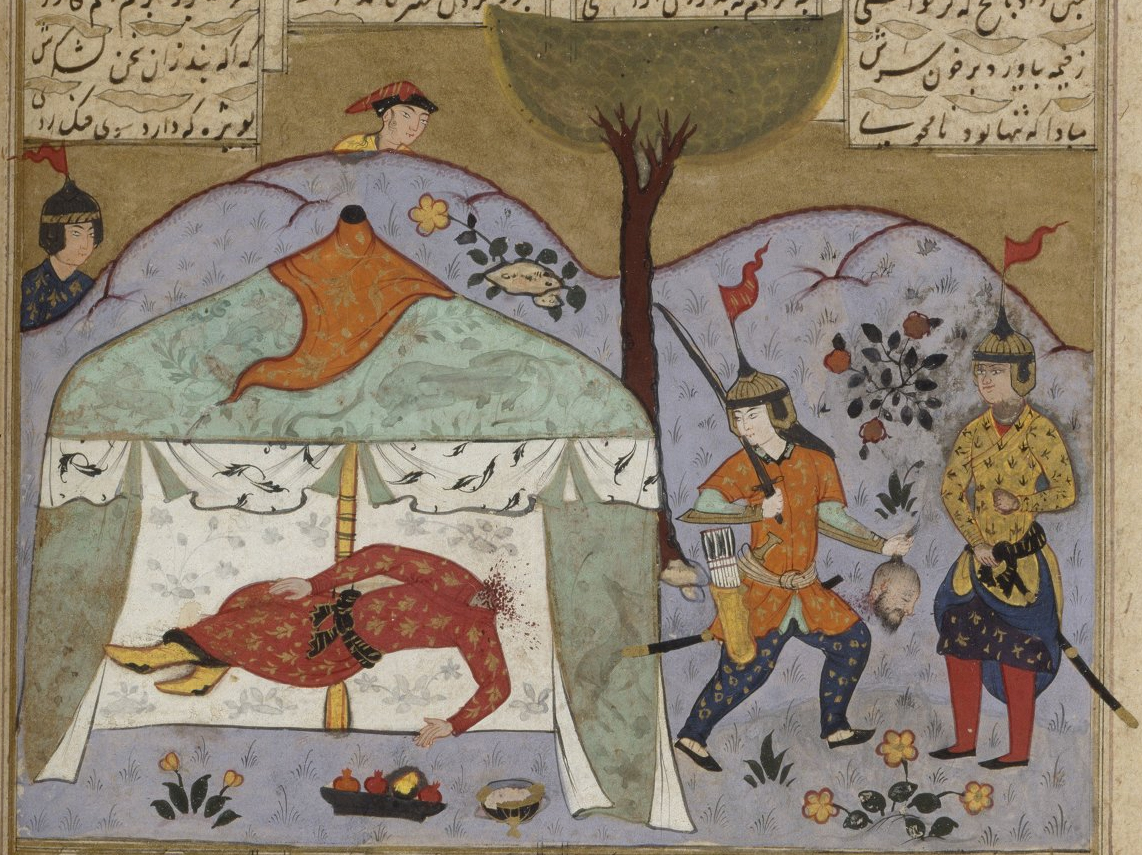
Azém Gusnaspe decapitado por Zadespras segundo representação no Xanamé de Ferdusi

Embora seu nome fosse Azém Gusnaspe (Āzēn Gušnasp), existem várias versões corrompidas de seu nome em várias fontes; Azim Jusnas (Azin Jušnas; Tabari e Iacubi); Azim Cosasbe (Azin Košasb; Taalibi); Aim Gosasbe (Ayin Gošasb; Xanamé); Ariquesis (Arikhsis; Almaçudi); Arasis (Arhasis; Gardizi); Iasdã Jusnas (Yazdan Jušnas; Dinavari); e Iasdã Baquexe (Yazdan Bakhš; Balami). Gusnaspe (Gušnasp) é um nome persa médio formado por gušn (do iraniano antigo *vṛšna-), "macho", e asp, "cavalo". Nesse sentido, significa "aquele com cavalos". Foi registrado em armênio como Vesnaspe (Վշնասպ, Všnasp).

## Vida
Azém Gusnaspe era um nativo do Cuzistão, e também é chamado de "Cuzi" por Almaçudi e Gardizi. Pertencia à classe artestarã. Parece que quando o comandante militar sassânida Barã Chobim obteve uma grande vitória sobre os turcos, Azém supostamente ficou com ciúmes e acusou o general de ter guardado a melhor parte do butim para si e apenas enviar uma pequena parte para Hormisda IV. De acordo com outras fontes, no entanto, foi o cativo príncipe turco Birmuda ou os cortesãos que levantaram a suspeita para Hormisda. Independentemente disso, Barã foi posteriormente demitido por Hormisda, o que resultou no último iniciando uma grande rebelião. Azém foi enviado para reprimir a rebelião, mas foi assassinado em Hamadã por um de seus próprios homens, Zadespras.